# 華卡雷瓦雷瓦

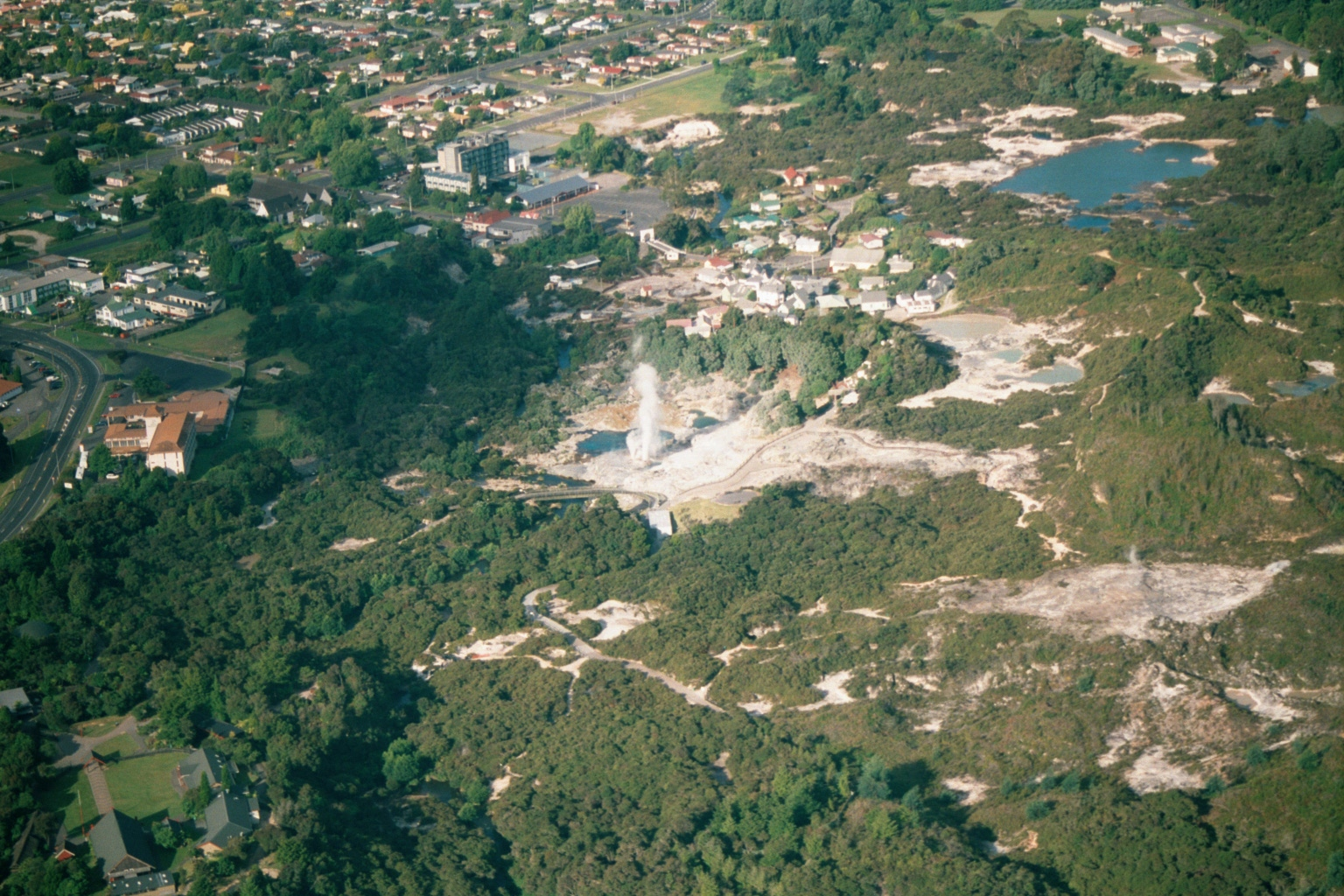
華卡雷瓦雷瓦之波胡圖間歇泉.

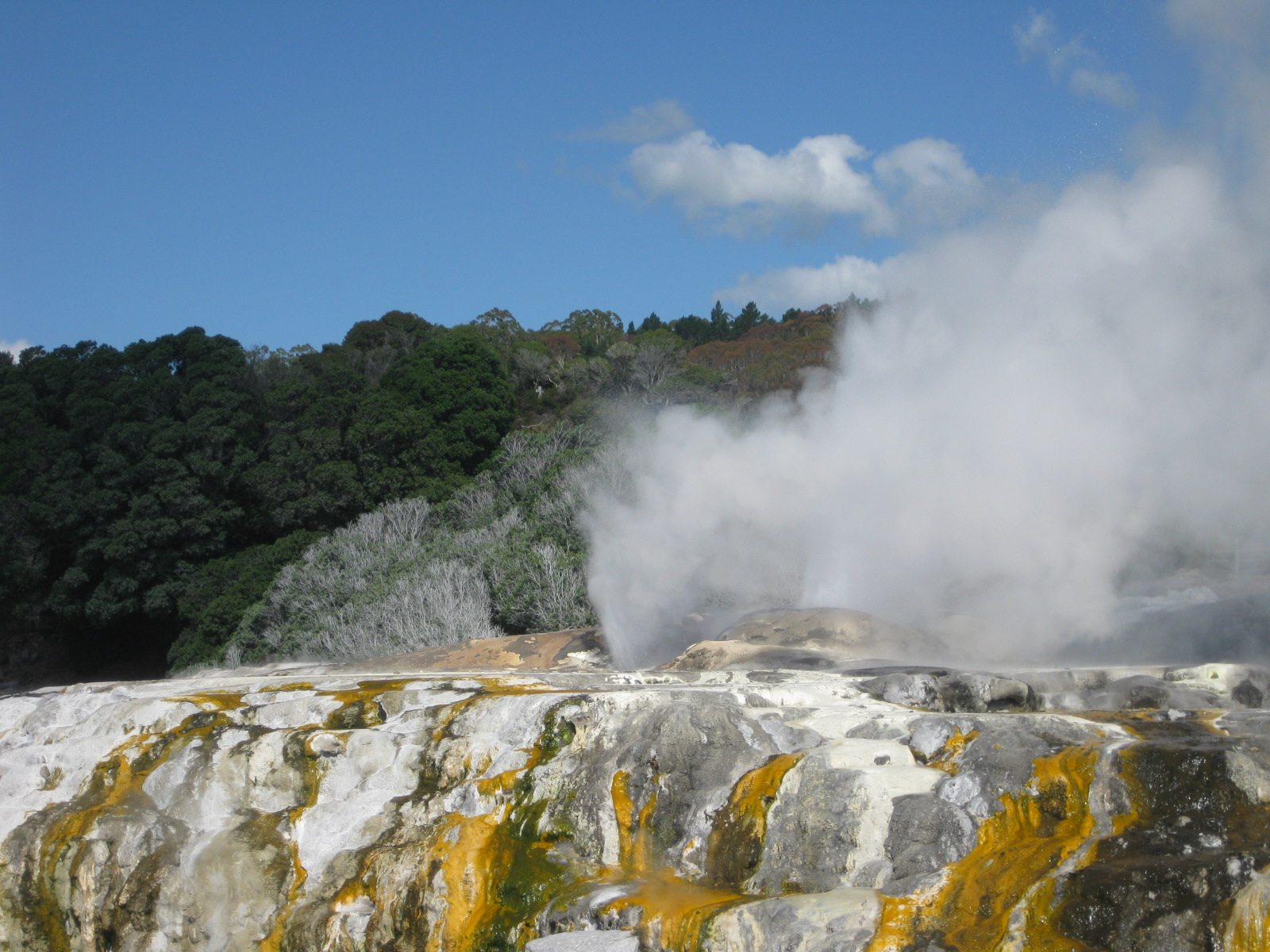

華卡雷瓦雷瓦是新西兰北岛的一个著名地热区，位于罗托路亚市中心南方2公里处。華卡雷瓦雷瓦是个规划完善的地热保留区，也是毛利人藝術文化中心.進入這個地热区首先必須通過入口的紅色木雕拱門,這個毛利風格的木雕門相当引人注目。華卡雷瓦雷瓦有大約五百池，其中大部分是鹼性氯化物溫泉以及至少65間歇泉通風口。此地最有名的是波胡圖間歇泉 （Pohutu Geyser），它是新西兰最大的間歇泉 ， 滾燙的水柱最高可达30公尺，十分壯觀.

## 畫廊

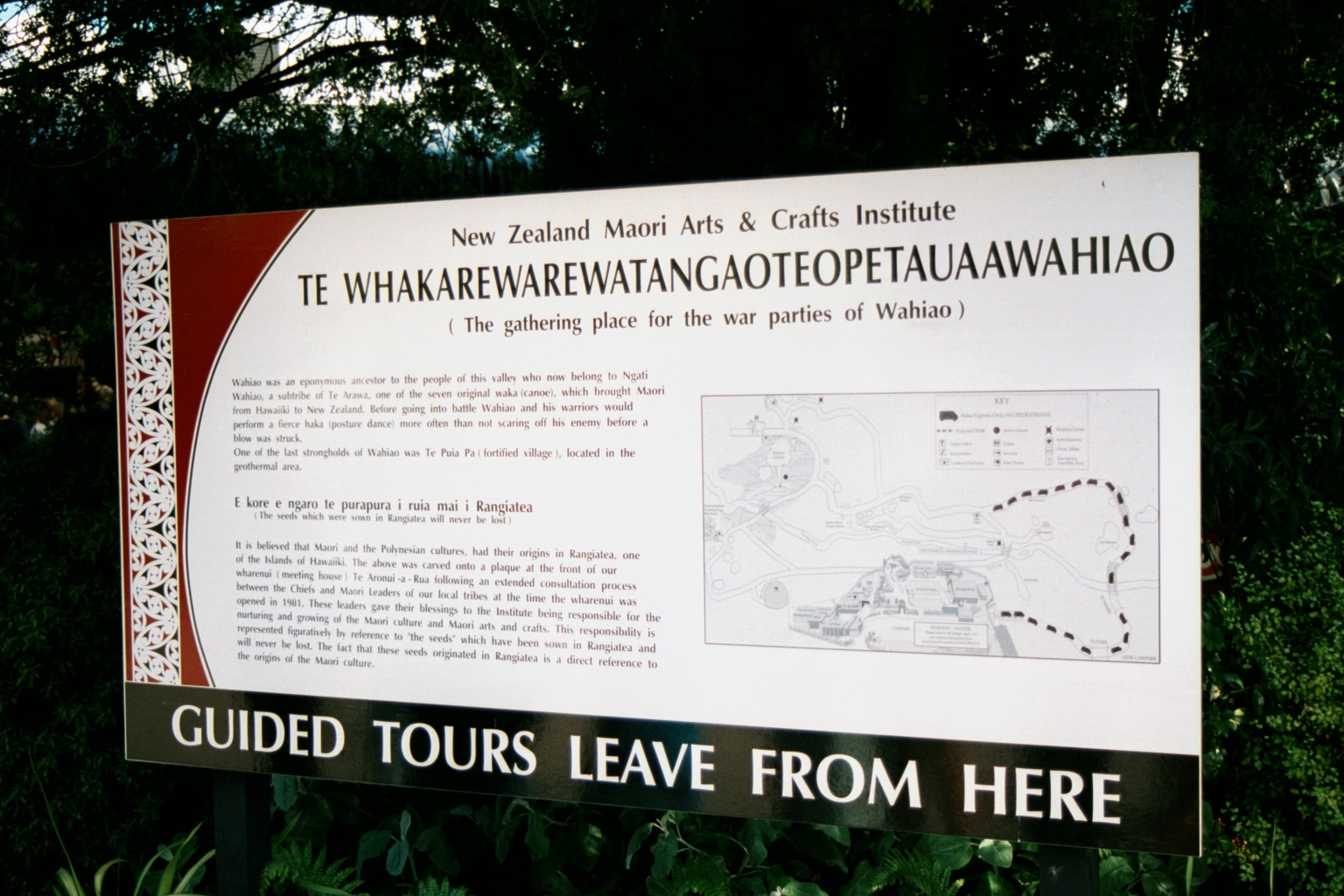
導遊標誌.
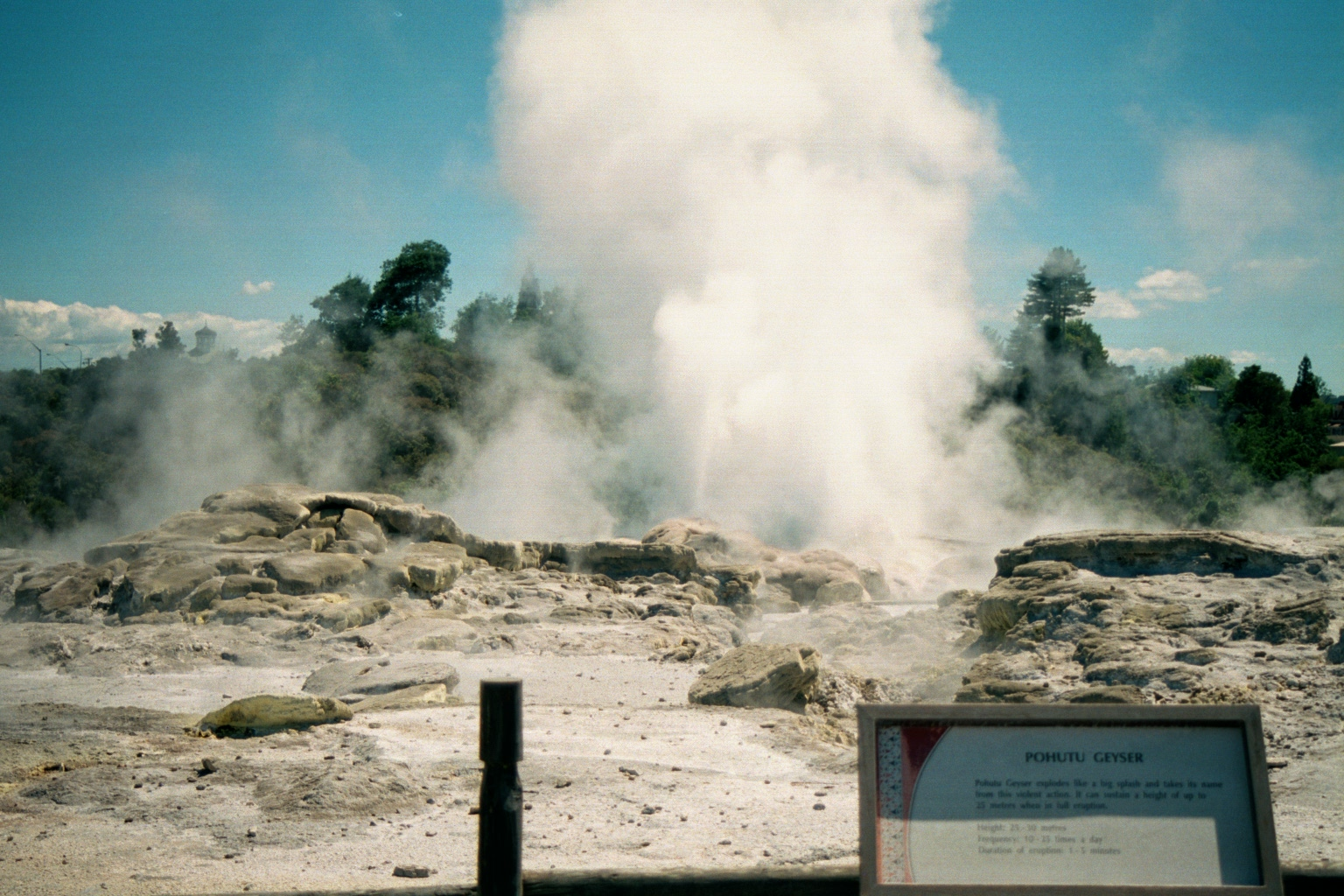
波胡圖間歇泉.
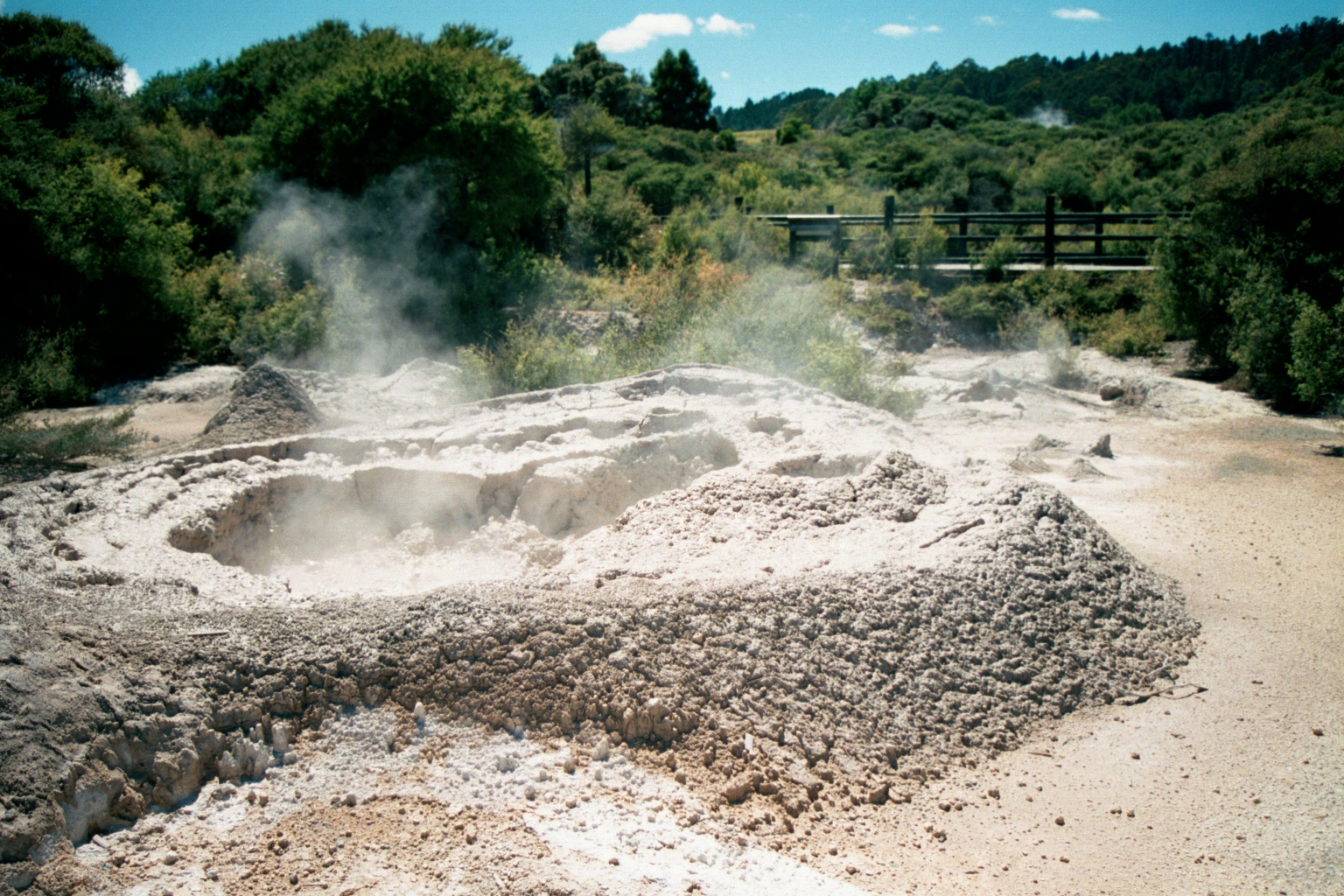
硫泥塘。
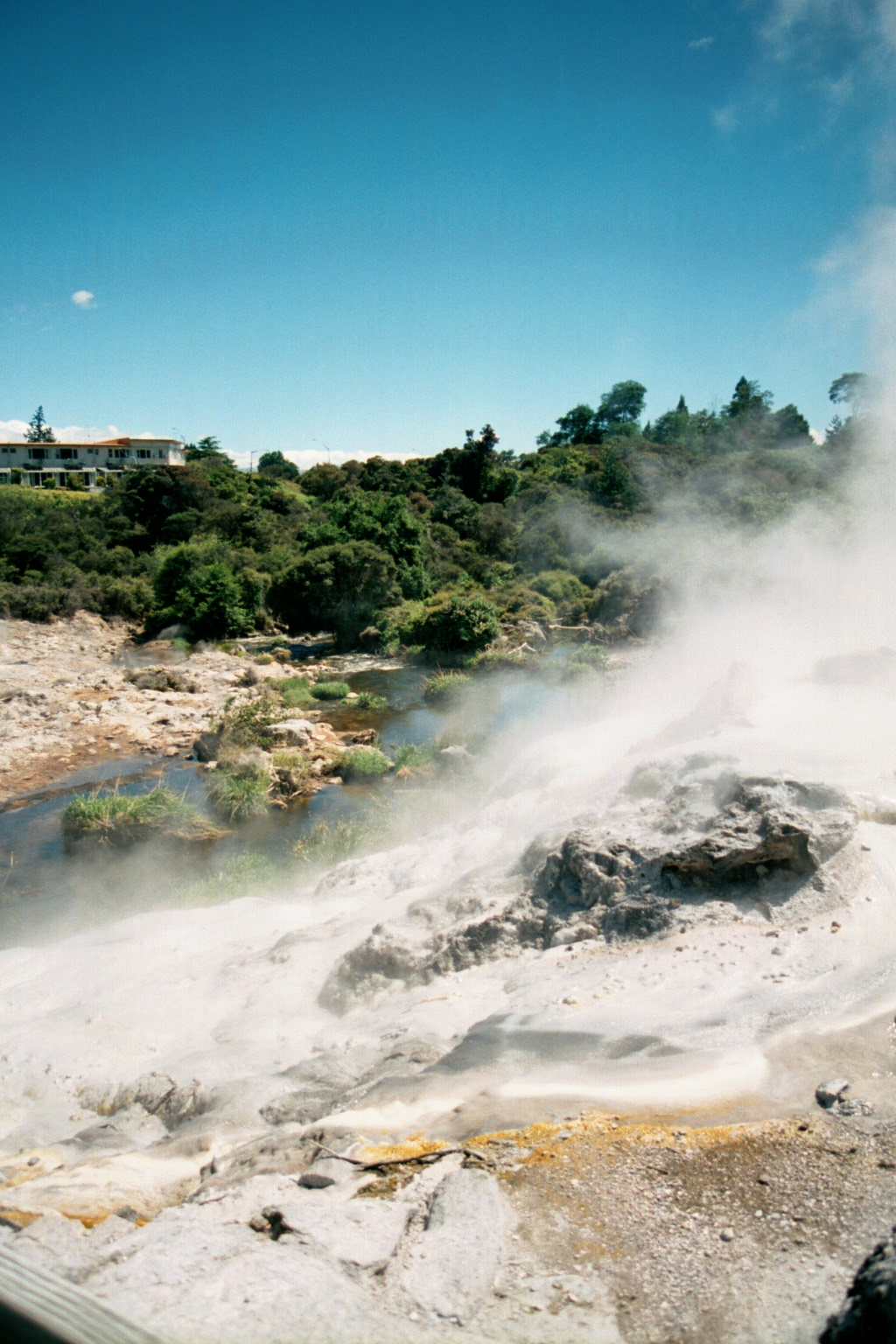
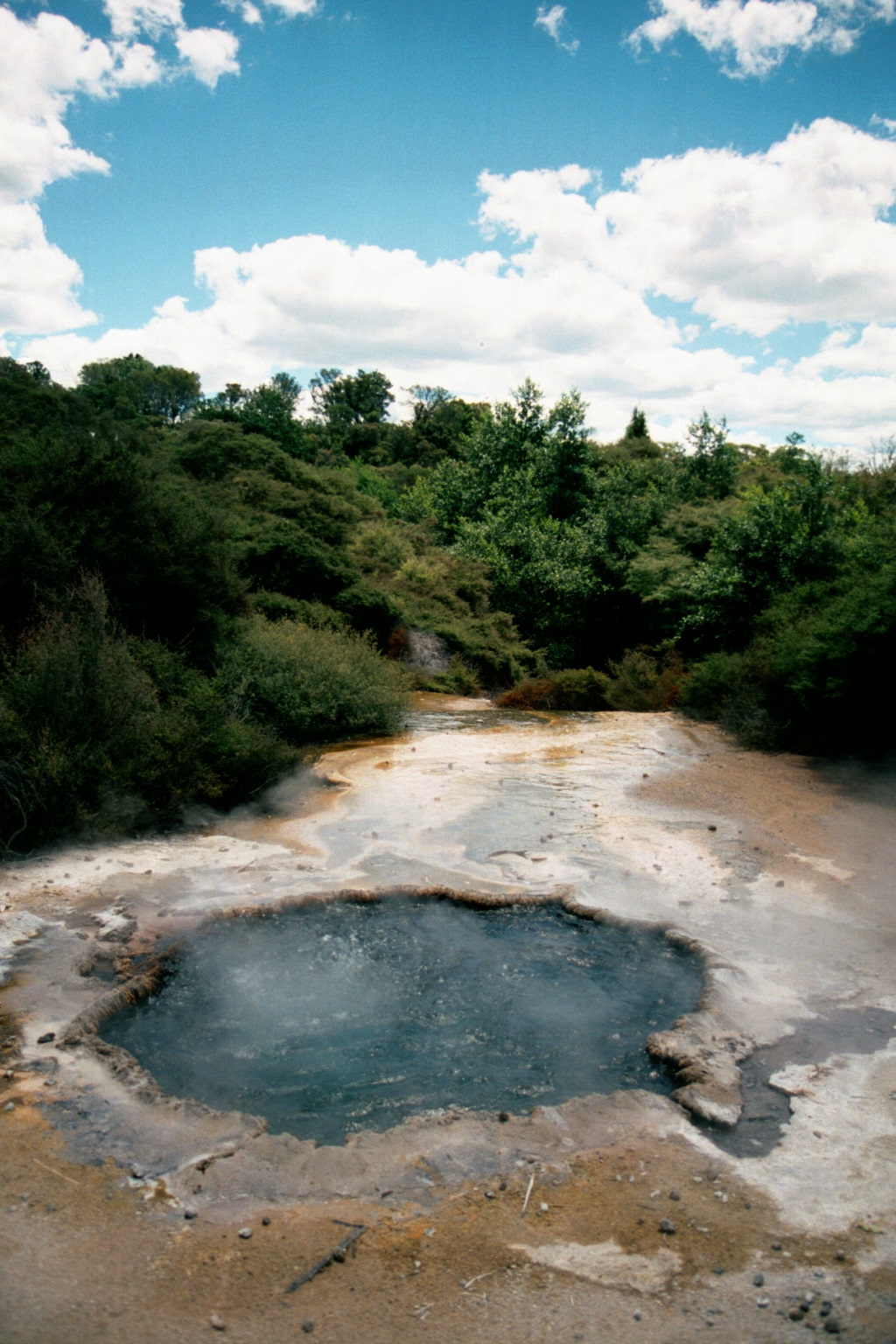
「Ngararatuatara 」（烹飪池）溫泉.
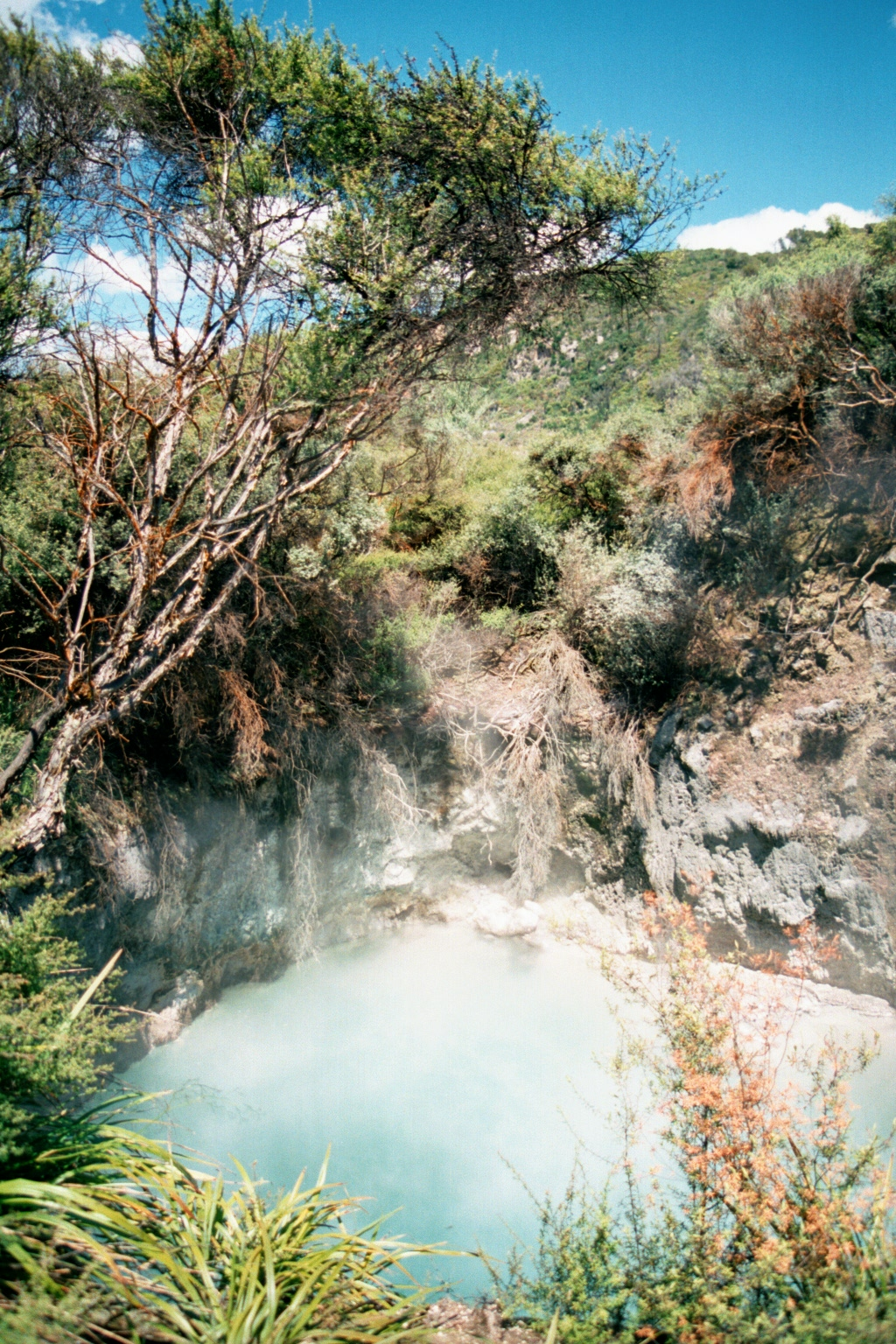
噴氣孔。
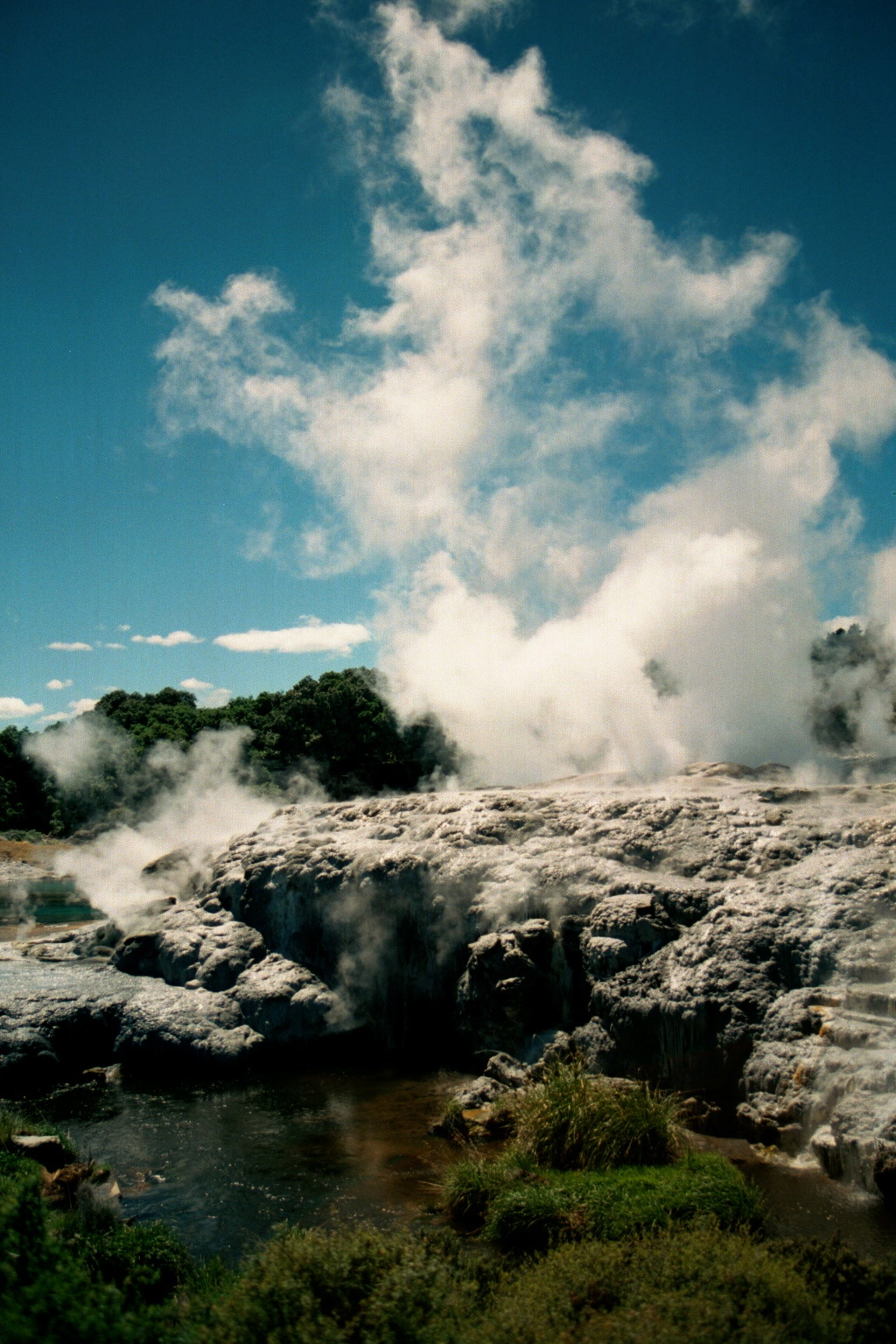
「Puarenga」 流江。
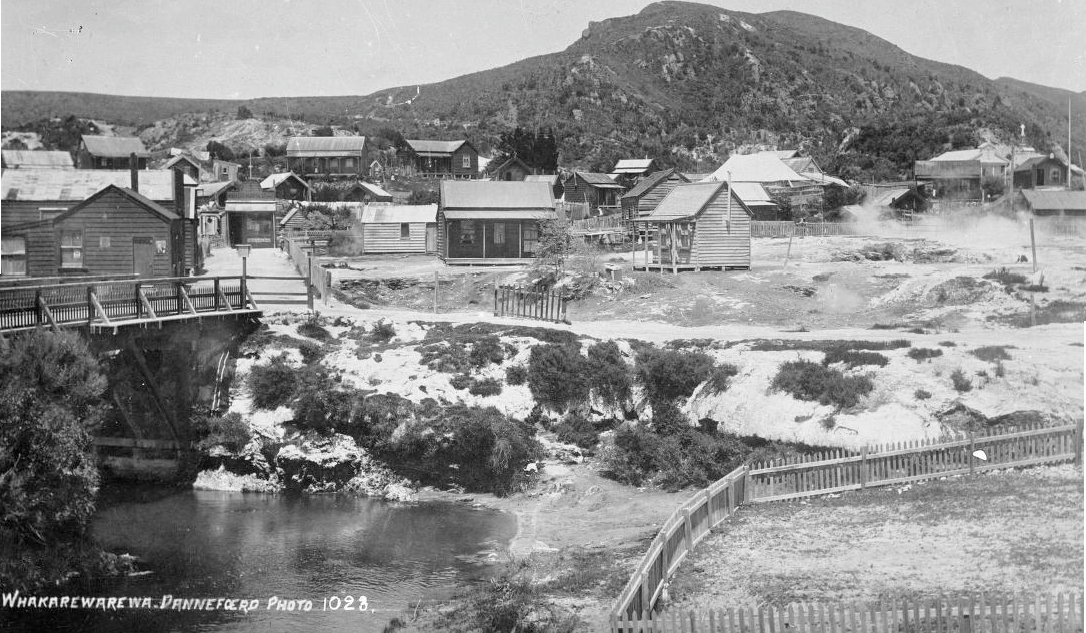
镇的歷史形象

## 外部連結
- 新西蘭毛利華卡雷瓦雷瓦工藝品研究所網站 （页面存档备份，存于）
- 華卡雷瓦雷瓦村地熱區旅遊網站 （页面存档备份，存于）

38°9′44″S 176°15′23″E / 38.16222°S 176.25639°E